# كأس فيد 2002
كأس فيد 2002 (بالسلوفاكية: Pohár federácie 2002)‏ هو الموسم 40 من  كأس فيد. أقيم خلال الفترة 4 مارس 2002 وحتى 3 نوفمبر 2002، وفاز فيه منتخب سلوفاكيا لكأس فيد.